# Necremnus flagellaris
Necremnus flagellaris är en stekelart som beskrevs av Askew 1992. Necremnus flagellaris ingår i släktet Necremnus och familjen finglanssteklar. Inga underarter finns listade i Catalogue of Life.